# Modesto Sánchez Ortiz
Modesto Sánchez Ortiz (Aljaraque, 30 de marzo de 1857-Madrid, 11 de enero de 1937) fue un periodista y político español. Director del diario barcelonés La Vanguardia entre 1888 y 1901, también fue diputado en Cortes y gobernador civil de varias provincias.

## Biografía
Nació en la localidad onubense de Aljaraque en 1857, el día 30 de marzo, en el seno de una familia de ricos labradores.
Se trasladaría a Madrid, donde realizó estudios de derecho y también aprendió inglés y lenguas neolatinas. Se inició en el periodismo, llegando a trabajar desde 1881 en el diario El Correo.

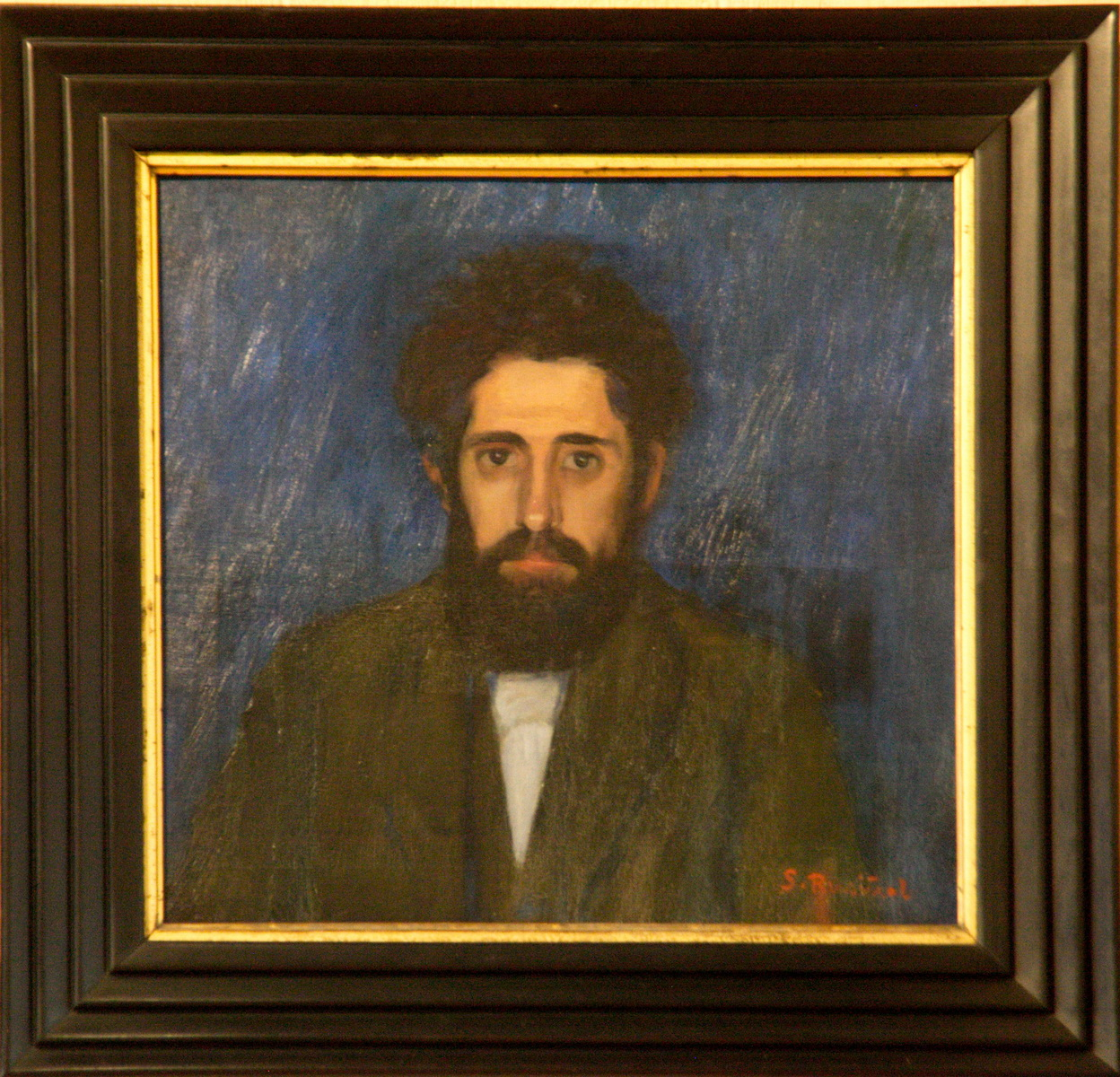
Retratado por Santiago Rusiñol en 1897

En 1888, por recomendación de Práxedes Mateo Sagasta, fue nombrado director del diario barcelonés La Vanguardia. Durante su etapa al frente del periódico (1888-1901), este se consolidaría como uno de los principales rotativos de la ciudad condal. En estos años Modesto Sánchez llegó a trabar amistad con el escritor Benito Pérez Galdós. En las elecciones de 1893 fue candidato del Partido Liberal-Fusionista por el distrito barcelonés del Panadés, obteniendo 2605 votos. No obstante, no consiguió el acta de diputado. En las elecciones de 1901 presentó candidatura a diputado en Cortes por el distrito de Mataró, logrando en esta ocasión obtener acta de diputado.
Se mantuvo en la dirección de La Vanguardia hasta finales de 1901, tras convertirse en diputado. Con posterioridad desempeñó diversos cargos en la administración del Estado, siendo gobernador civil de Castellón, Gerona, Lugo o Almería. También destacó en su faceta como escritor, siendo autor entre otras de una obra sobre periodismo. Se le atribuyen seudónimos como «Juan de Onuba», «Simón de la Redondela» y «Alja-Raque».
Falleció en Madrid en 1937. Es tío abuelo del escritor Fernando Sánchez Dragó.

## Obras
- Las primeras Cortes de la Regencia (1886)
- El periodismo (1903)
- Las Cortes españolas: las de 1910 (1910)